# Bernardo Velasco
Bernardo Velasco Gonçalves, lepiej znany jako Bernardo Velasco (ur. 30 stycznia 1986 w Niterói) – brazylijski aktor i model.

## Życiorys

### Wczesne lata
Urodził się w Niterói, w regionie metropolitalnym Rio de Janeiro. Ukończył studia na wydziale wychowania fizycznego na Universidade Federal do Rio de Janeiro. 

### Kariera
W 2008 wziął udział w reality show Agora Vai, programie Mais Você Any Marii Bragi. Potem otrzymał pracę jako model, brał udział w kilku kampaniach reklamowych i sesjach zdjęciowych, piawiał się także na okładkach czasopism „Junior” (w kwietniu 2010) i „Revista Homens” (w marcu 2011).
W 2010 studiował aktorstwo. Debiutował w telenoweli Malhação (2012) jako Nando, trener kung-fu. Wystąpił także na scenie w sztuce Atraidos (2014––2015) oraz pojawił się w dwóch teledyskach do piosenek: „Complicamos Demais” (2014) Alinne Rosy i „Deixa Ele Sofrer” (2015) Anitty. Za rolą Enrico Montebelo e Luxemburgo w telenoweli Belaventura (2017–2018) był nominowany do nagrody Contigo 2018 w kategorii najbardziej obiecujący aktor.

## Wybrana filmografia
- 2012: Malhação jako Nando Peixoto
- 2014: Pecado Mortal jako Romeu
- 2013–2015: Mojżesz – Dziesięć Przykazań (Os Dez Mandamentos) jako Eleazar